# Linia sukcesyjna do tronu Bahrajnu
Linia sukcesyjna do tronu Bahrajnu obejmuje męskich potomków szejka Isa ibn Alego (1869-1932). Zgodnie z konstytucją król może jednak zmieniać kolejność do tronu według własnego uznania.
Obecnym królem Bahrajnu jest Hamad ibn Isa Al Chalifa. 

## Linia sukcesyjna
1. Szejk Salman ibn Hamad ibn Isa Al Chalifa (najstarszy syn króla Hamada ibn Isa al-Chalifa)
2. Szejk Isa bin Salman Al Khalifa (najstarszy syn Salmana bin Hamad bin Isa Al Khalifa)
3. Hamad bin Isa Al Khalifa (najstarszy syn Salmana bin Isa Al Khalifa)
4. Abdullah bin Isa Al Khalifa (syn Salmana bin Isa Al Khalifa)
5. Salman bin Isa Al Khalifa (syn Salmana bin Isa Al Khalifa)
6. Mohammed bin Salman Al Khalifa (syn Salmana bin Hamada bin Isa Al Khalifa)
7. Ahmad bin Mohammed Al Khalifa (syn Mohammeda bin Salmana Al Khalifa)
8. Szejk Abdullah bin Hamad Al Khalifa (syn króla Hamada ibn Isa al-Chalifa)
9. Isa bin Abdullah Al Khalifa (syn Abdullaha bin Hamada Al Khalifa)
10. Sulman bin Abdullah Al Khalifa (syn Abdullaha bin Hamada Al Khalifa)
11. Szejk Khalifa bin Hamad Al Khalifa (syn króla Hamada ibn Isa al-Chalifa)
12. Mohammed bin Khalifa Al Khalifa (syn Khalifa bin Hamada Al Khalifa)
13. Salman bin Khalifa Al Khalifa (najstarszy syn Khalifa bin Hamada Al Khalifa)
14. Szejk Nasser bin Hamad Al Khalifa (syn króla Hamada ibn Isa al-Chalifa)
15. Hamad bin Nasser Al Khalifa (najstarszy syn Nassera bin Hamada Al Khalifa)
16. Mohammed bin Nasser Al Khalifa (syn Nassera bin Hamada Al Khalifa)
17. Hamdan bin Nasser Al Khalifa (syn Nassera bin Hamada Al Khalifa)
18. Khalid bin Nasser Al Khalifa (syn Nassera bin Hamada Al Khalifa)
19. Szejk Khalid bin Hamad Al Khalifa (syn króla Hamada ibn Isa al-Chalifa)
20. Faisal bin Khalid Al Khalifa (najstarszy syn Khalida bin Hamada Al Khalifa)
21. Abdullah bin Khalid Al Khalifa (syn Khalida bin Hamada Al Khalifa)
22. Nasser bin Khalid Al Khalifa (syn Khalida bin Hamada Al Khalifa)
23. Salman bin Khalid Al Khalifa (syn Khalida bin Hamada Al Khalifa)
24. Szejk Sultan bin Hamad Al Khalifa (syn króla Hamada ibn Isa al-Chalifa)
25. Szejk Turki bin Rashid Al Khalifa (bratanek króla Hamada ibn Isa al-Chalifa)
26. Szejk Mohammed bin Rashid Al Khalifa (bratanek króla Hamada ibn Isa al-Chalifa)
27. Faisal bin Rashid Al Khalifa (bratanek króla Hamada ibn Isa al-Chalifa)
28. Abdullah bin Rashid Al Khalifa (bratanek króla Hamada ibn Isa al-Chalifa)
29. Salman bin Rashid Al Khalifa (bratanek króla Hamada ibn Isa al-Chalifa)
30. Nawaf bin Rashid Al Khalifa (bratanek króla Hamada ibn Isa al-Chalifa)
31. Isa bin Rashid Al Khalifa (bratanek króla Hamada ibn Isa al-Chalifa)
32. Ibrahim bin Rashid Al Khalifa (bratanek króla Hamada ibn Isa al-Chalifa)
33. Mohammed bin Isa Al Khalifa (brat króla Hamada ibn Isa al-Chalifa)
34. Isa bin Mohammed Al Khalifa (bratanek króla Hamada ibn Isa al-Chalifa)
35. Salman bin Mohammed Al Khalifa (bratanek króla Hamada ibn Isa al-Chalifa)
36. Abdullah bin Isa Al Khalifa (brat króla Hamada ibn Isa al-Chalifa)
37. Hamad bin Abdullah Al Khalifa (bratanek króla Hamada ibn Isa al-Chalifa)
38. Isa bin Abdullah Al Khalifa (bratanek króla Hamada ibn Isa al-Chalifa)
39. Mohammed bin Abdullah Al Khalifa (bratanek króla Hamada ibn Isa al-Chalifa)
40. Ali bin Isa al-Khalifa (brat króla Hamada ibn Isa al-Chalifa)
41. Isa bin Ali Al Khalifa (bratanek króla Hamada ibn Isa al-Chalifa)
42. Khalid bin Ali Al Khalifa (bratanek króla Hamada ibn Isa al-Chalifa)
43. Khalifa bin Ali Al Khalifa (bratanek króla Hamada ibn Isa al-Chalifa)
44. Ali bin Khalifah Al Khalifa (pierwszy kuzyn króla Hamada ibn Isa al-Chalifa)
45. Khalifa bin Ali Al Khalifa (syn pierwszego kuzyna króla Hamada ibn Isa al-Chalifa)
46. Isa bin Ali Al Khalifa (syn pierwszego kuzyna króla Hamada ibn Isa al-Chalifa)
47. Salman bin Khalifah Al Khalifa (pierwszy kuzyn króla Hamada ibn Isa al-Chalifa)
48. Ahmad bin Mohammad Al Khalifa (pierwszy kuzyn króla Hamada ibn Isa al-Chalifa)
49. Hamad bin Mohammad Al Khalifa (pierwszy kuzyn króla Hamada ibn Isa al-Chalifa)
50. Khalid bin Mohammad Al Khalifa (pierwszy kuzyn króla Hamada ibn Isa al-Chalifa)
51. Khalifa bin Mohammad Al Khalifa (pierwszy kuzyn króla Hamada ibn Isa al-Chalifa)
52. Salman bin Mohammad Al Khalifa (pierwszy kuzyn króla Hamada ibn Isa al-Chalifa)
53. Abdullah bin Mohammad Al Khalifa (pierwszy kuzyn króla Hamada ibn Isa al-Chalifa)
54. Sultan bin Mohammad Al Khalifa (pierwszy kuzyn króla Hamada ibn Isa al-Chalifa)
55. Hashim bin Mohammad Al Khalifa (pierwszy kuzyn króla Hamada ibn Isa al-Chalifa)
56. Mohammed bin Hashim Al Khalifa (syn pierwszego kuzyna króla Hamada ibn Isa al-Chalifa)
57. Nadir bin Mohammad Al Khalifa (pierwszy kuzyn króla Hamada ibn Isa al-Chalifa)
58. Ali bin Mohammad Al Khalifa (pierwszy kuzyn króla Hamada ibn Isa al-Chalifa)
59. Isa bin Mohammad Al Khalifa (pierwszy kuzyn króla Hamada ibn Isa al-Chalifa)